# So Phim
So Phim (1925-1978), còn có tên là So Vanna, ông là một Đảng viên kỳ cựu của Đảng Cộng sản Khmer, sau là Ủy viên thường vụ phó Chủ tịch Quốc hội của nhà nước Campuchia Dân Chủ (tức Khmer Đỏ). So Phim là một trong những nhà lãnh đạo cấp cao của Khmer Đỏ, vào ngày 3 tháng 6 năm 1978 khi đang giữ chức Bí thư khu Đông, So Phim bị Pol Pot kết tội phản bội và ông đã tự sát trong một cuộc thanh trừng nội bộ của Khmer Đỏ.

### Tiểu sử
So Phim sinh năm 1925 trong một gia đình nông dân tại Svay Rieng thuộc miền Đông Campuchia.
Trong những năm 1945 ông tham gia phong trào kháng chiến chống thực dân Pháp ở Campuchia do các thành viên cánh tả của phong trào Khmer Issarak tổ chức.
Vào tháng 8 năm 1951, So Phim là một trong năm thành viên sáng lập của Đảng Nhân dân Cách mạng Campuchia và cũng là tiền thân của Đảng Cộng sản Khmer.
Năm 1963, Pol Pot đứng ra tổ chức đại hội Đảng công nhân Campuchia lần thứ hai và So Phim được bầu làm thành viên thay thế của ủy ban trung ương của Đảng Công nhân Campuchia mới được thành lập.
Năm 1975, Pol Pot quyết định việc chia đất nước Campuchia ra thành bảy khu, So Phim là người phụ trách khu Đông.
Thời kỳ Khmer Đỏ cầm quyền từ 1975 đến 1979, ông là ủy viên thường vụ phó chủ tịch Quốc hội của nhà nước Campuchia dân chủ. Tuy nhiên, thời gian sau ông bị mất chức vụ này vào tay Ta Mok, thay vào đó ông sẽ giữ chức vụ phó chủ tịch thứ nhất đoàn chủ tịch nhà nước, một chức vụ mà theo ông đó chỉ là trên danh nghĩa. 
Trong Ban thường vụ trung ương Đảng (được gọi là Angkar) lúc đó ông xếp hàng thứ sáu, Có thời điểm ông được xếp vào hàng thứ ba trung ương Đảng Campuchia chỉ xếp sau Pol Pot và Nuon Chea.
Với vai trò là người lãnh đạo khu Đông. Nơi mà Pol Pot tin rằng có cảm tình sâu nặng và "thân" với Việt Nam nên So Phim là người đứng đầu trong danh sách thanh trừng và xử tử của Khmer Đỏ. Cuối tháng 5 năm 1978 ông bị Pol Pot thanh trừng với cáo buộc ông là gián điệp Việt Nam. Ngày 3 tháng 6 năm 1978, So Phim bị bao vây bởi quân lính khu Tây Nam do Ta Mok chỉ huy. Cùng ngày ông tự sát.